# Barclaya rotundifolia
Barclaya rotundifolia, vrsta močvarne biljke iz porodice lopočevki (Nymphaeaceae) s Bornea i Malajskog poluotoka (sjeverno od Singapura)
Izvorno je opisana u Sarawaku, na otoku Borneo, a kasnije je otkrivena i na Malajskom poluotoku